# Hafeez Hoorani
Hafeez Hoorani o Hafeez-ur-Rehman Hoorani o Hafeez R. Hoorani es un físico de partículas paquistaní, con especialización en física de aceleradores, y científico investigador en el CERN. Hoorani trabaja en el Centro Nacional de Física, con un enfoque de investigación en física de partículas elementales y física de alta energía. Hasta finales de 2013, fue el director científico del Centro Internacional de Sincrotrón-Luz para Aplicaciones de Ciencias Experimentales en el Medio Oriente (SESAME) y ahora es investigador asociado en el Centro Nacional de Física Nuclear, Islamabad.
Ha sido profesor titular de física de alta energía en el Centro Nacional de Física, donde dirige un grupo que construye la cámara de muones para el detector Compact Muon Solenoid. También ha supervisado a los dos estudiantes de doctorado durante su estancia en el Centro Nacional de Física.

## Educación
Hoorani nació en Karachi y allí recibió su primera educación. Asistió a la Universidad de Karachi en 1976 y recibió su licenciatura con honores en física en 1980, seguida de su maestría en física de partículas de la misma institución en 1982. Con una beca otorgada por KU, Hoorani fue a Burnaby, Canadá, donde asistió a la Universidad Simon Fraser. En octubre de 1986, recibió su doctorado en Experimental High Energy Physics bajo la supervisión del Dr. David H. Boal, escribiendo su tesis sobre Solución numérica para ecuaciones hidrodinámicas para el plasma de quarks y gluones.

## CERN
En 1987, Hoorani se unió al Centro Internacional de Física Teórica, donde continuó su investigación sobre el plasma de Quark-gluon y publicó una breve revista sobre la producción de J/ψ IK Quark-Gloun Plasma en febrero de 1988. Hoorani se incorporó al CERN en 1989, donde llevó a cabo una gran cantidad de investigaciones en el Gran Colisionador de Electrones y Positrones del CERN o LEP. En 1999, regresó a Pakistán para una breve visita en la que convenció con éxito al Gobierno de Pakistán para que estableciera un grupo que trabajara en diferentes aspectos del Gran Colisionador de Hadrones en el Centro Nacional de Física. Debido a sus esfuerzos, en 2000 la Comisión de Energía Atómica de Pakistán (dirigida por el físico nuclear Dr. Ishfaq Ahmad) firmó un acuerdo con el CERN. Este acuerdo abrió la puerta para que los físicos pakistaníes colaboraran con el proyecto de física de partículas del CERN. Su área de investigación actual es el desarrollo de detectores gaseosos para el colisionador de hadrones.

## Documentos de investigación
- El Proyecto SESAME, Hafeez R Hoorani, SESAME.
- CMS Production Meeting, Dr. Hafeez R. Hoorani, Centro Nacional de Física
- Sistema de adquisición de datos para pruebas de RPC, por Ijaz Ahmed, Waqar Ahmed, M. Hamid Ansari, M Irfan Asghar, Sajjad Asghar, Imran M Awan, Jamila B. Butt, Hafeez R. Hoorani, Ishtiaq Hussain Taimoor Khurshid, Saleh Muhammad. Impreso en Cern
- Pruebas de control de calidad de los RPC CMS Endcap por Ijaz Ahmed, Waqar Ahmed, M. Hamid Ansari, M Irfan Asghar, Sajjad Asghar, Imran M Awan, Jamila B. Butt, Hafeez R. Hoorani, Ishtiaq Hussain Taimoor Khurshid, Saleh Muhammad. Impreso en Cern.
- Física de Top Quark en LHC, Dr. Hafeez R. Hoorani.[9]
- Ensamblaje y prueba de RPC en Pakistán, Dr. Hafeez Hoorani, Centro Nacional de Física.[10]
- ¿Cómo hacer un análisis físico de los datos del LHC?, Dr. HR Hoorani, Centro Nacional de Física.[11]

## Conferencias en línea
- Hoorani, Hafeez R. (16 de diciembre de 2004). «First School on LHC Physics». National Center for Physics (NCP) and Quaid-i-Azam University (Qau).
- Hoorani, Hafeez R. (12–24 October 2009). «PYTHIA -AN EVENT GENERATOR». National Center for Physics (NCP).
- Hoorani, Hafeez R. (12–24 October 2009). «The Large Hadron Collider (LHC)». National Center for Physics (NCP).